# X-Men: Next Dimension
X-Men: Next Dimension (titulado alternativamente X-Men: Mutant Academy 3) es un videojuego de lucha lanzado en 2002 para PlayStation 2, Xbox y GameCube. Es la tercera entrega de la serie de juegos de lucha X-Men: Mutant Academy, tras X-Men: Mutant Academy y X-Men: Mutant Academy 2.
Next Dimension amplía el concepto de los dos primeros juegos añadiendo varios personajes nuevos, mapas 3D y un modo historia que permite al jugador librar una serie de batallas entre breves vídeos que avanzan la trama. La trama del juego sirve como secuela de los eventos del cómic Operation: Zero Tolerance.

## Jugabilidad
La mecánica del juego está diseñada para un aprendizaje gradual: los superataques se ejecutan presionando dos botones de puñetazo o patada simultáneamente, y los combos de múltiples golpes se pueden ejecutar presionando los botones de puñetazo y patada en un orden específico. El juego cuenta con un amplio sistema de combos, que incluye cadenas normales, malabarismos aéreos y lanzadores aéreos. Además del sistema básico de bloqueo, se pueden ejecutar varios contraataques presionando el botón de contraataque y una dirección en el mando. Los contraataques son específicos para el tipo de ataque que el jugador está contraatacando.
Los escenarios de combate son escenarios completamente renderizados en 3D con sus propios diseños. Al igual que en Dead or Alive 3, es posible derribar a un oponente a una parte diferente del escenario, que funciona como un escenario independiente. En la Mansión X, por ejemplo, un oponente puede ser lanzado del Hangar al Pasillo y luego al patio exterior, donde, tras la segunda ronda, se abre la cancha de baloncesto, lo que permite que un jugador sea lanzado de vuelta al Hangar.
En el Modo Historia, solo hay un conjunto limitado de personajes disponibles para cada batalla; el Modo Arcade permite al jugador seleccionar cualquiera de los personajes jugables en una serie de ocho batallas. El Modo Versus para dos jugadores también permite a los jugadores elegir cualquiera de los personajes desbloqueados. El juego también incluye un Modo Supervivencia, en el que un jugador se enfrenta a un flujo infinito de oponentes controlados por la computadora en una prueba de resistencia.
Además de los movimientos estándar, el jugador también puede acceder a ataques especiales y superataques. Los ataques especiales incluyen explosiones/rayos (algunos de los cuales pueden aturdir al oponente), ataques físicos con efectos especiales (como moverse hacia un lado antes de impactar) y proyecciones. Hay varios tipos de superataques, cada uno con cuatro niveles de potencia diferentes. *Super Proyectiles: Existen dos formas. La más utilizada es el rayo, que consiste en un flujo continuo que causa una cantidad determinada de daño al impactar. También existen proyectiles de cañón o explosivos que se pueden disparar un número determinado de veces.
- Super Físicos: Como su nombre indica, los Super Físicos son súper que implican que el personaje interactúe físicamente con el oponente. Los Super Físicos se diferencian de los Super Ataque con Lanzamiento porque atacan continuamente incluso si el oponente está bloqueando.
- Super Ataque con Lanzamiento: Diferentes y más numerosos que los Super Físicos, los Lanzamientos con Ataque son ataques que solo infligen daño completo tras un golpe o agarre inicial y solo son efectivos si la víctima no está realizando una maniobra de bloqueo. La mayoría de los personajes tienen al menos un Super Ataque con Lanzamiento, y algunos tienen un arsenal completo de Lanzamientos con Ataque.
- Super Únicos: Son súper exclusivos de un personaje e incluyen Diente de Sable y Regeneración de Lobezno.

La versión de GameCube incluye los modos exclusivos: Equipo y Práctica. La versión para Xbox incluye un escenario adicional y la posibilidad de jugar como Pyro.

## Trama
Narrado por Patrick Stewart (repitiendo su papel como el Profesor Charles Xavier de las películas de X-Men), la trama del juego gira en torno a los Centinelas Prime recuperando la cabeza de Bastion, y el posterior intento de este de exterminar a la raza mutante. El juego comienza con los Centinelas Principales liberando a Bastion de la prisión de S.H.I.E.L.D., disfrazándose y vendiendo los planos de defensa de la Mansión X a la Hermandad de Mutantes.
Juggernaut y la Hermandad (compuesta por Mystique, Toad y Sabretooth) asaltan la mansión. Xavier siente curiosidad por la naturaleza del ataque, preocupado porque parece demasiado concentrado, casi una distracción, y envía a Forge a investigar los terrenos. Descubre que el ataque fue una distracción y que ahora los Centinelas Principales patrullan los terrenos.
Tras intentar repeler a los Centinelas, Forge es secuestrado y la Hermandad se retira. Retenido en compañía de Bastion, el Centinela, aparentemente humano, le dice a Forge que pretende usar su don mutante para provocar la extinción de los mutantes. Roba varios diseños de armas de la mente de Forge, incluyendo una poderosa arma capaz de despojar a un mutante de sus poderes. En un intento por despistar a los X-Men, envía a la Hermandad a diferentes lugares del mundo. Los X-Men se dividen y se enfrentan entre sí para encontrar a Forge y detener al Centinela Principal. Tras su derrota, la Hermandad se retira para encontrar a Magneto en la Tierra Salvaje, solo para descubrir que Magneto también ha sido perseguido por los Centinelas y ya no controla su fortaleza. Los X-Men, tras seguir a la Hermandad, también llegan y Magneto encarga a la Hermandad que los combata el tiempo suficiente para convencerlos de unir fuerzas.
Con los X-Men y la Hermandad formando una alianza temporal, el equipo se abre paso a través de una legión de Centinelas, aunque no sin sufrir bajas. Finalmente, Magneto, Wolverine, Juggernaut y Jean Grey Phoenix invaden la torre para la batalla final contra Bastion. Bastion usa el sistema de transmatriz de Magneto para transportar a Juggernaut lejos de la torre y luego escapa al Asteroide M, pero es seguido por Wolverine, que lo lleva a caballito. Wolverine, cuyo factor de curación fue desactivado previamente por los Centinelas, logra derrotar a Bastion. Magneto y Phoenix llegan para ayudar a Wolverine, y Magneto impide que Bastion, debilitado, escape de nuevo. Ambos luchan, y Magneto es derrotado.
Cuando Bastion regresa a la sala central, se encuentra con Phoenix, quien lo desafía y finalmente lo derrota. Los Centinelas Principales se disuelven, y los X-Men y la Hermandad acuerdan un alto el fuego temporal mientras los heridos recuperan la salud. Forge es liberado y revierte los efectos de su arma, restaurando todo a la normalidad. Con Bastion de regreso a S.H.I.E.L.D., los X-Men son libres de continuar su entrenamiento para luchar por un futuro mejor. Al llegar al nivel final del Asteroide M, el jugador tiene la oportunidad de luchar contra Bastion con tres personajes: Wolverine, luego Magneto y finalmente Phoenix. Ya sea que Wolverine derrote a Bastion o sea derrotado él mismo, el juego continúa con la pelea de Magneto contra Bastion. Si Magneto derrota a Bastion, el video final se acelera y Phoenix no lucha contra Bastion. Si Magneto es derrotado, Bastion y Phoenix conforman la pelea final del juego.
Finales alternativos:
- Mientras Phoenix se prepara para acabar con Bastion, Cyclops aparece para ayudarlo. Sin embargo, mientras ambos están distraídos, Bastion mata a Cyclops con un ataque explosivo, dejando su cuerpo sin vida flotando en el espacio. Consternada por la muerte de Cyclops, Phoenix se transforma en Dark Phoenix y desata su furia contra Bastion. El Profesor X detecta la presencia de Dark Phoenix y es derribado cuando Dark Phoenix destruye el Asteroide M, matando también a Wolverine y Magneto en el proceso. Mientras Dark Phoenix vuela por el espacio, destruye la Luna y luego se vuelve para destruir la Tierra. * Se revela que Juggernaut está vivo, pero está atrapado en Marte.

### Personajes
X-Men: Next Dimension presenta veinticuatro personajes jugables, además de un personaje adicional exclusivo de la versión de Xbox. Casi todos los personajes de Mutant Academy 2 regresan, con la excepción del Profesor X y Spider-Man. Muchos se pueden desbloquear jugando en otros modos, y también hay trajes alternativos disponibles para cada personaje. Los trajes principales de cada personaje se basan en los dos cómics principales de X-Men de la época: New X-Men y X-Treme X-Men. De estos, dos son esencialmente similares a otros personajes, aunque conservan su individualidad: Phoenix es esencialmente similar a la desbloqueable Dark Phoenix, aunque ambos difieren en ciertos Súper (los de Phoenix se basan más en la psique, mientras que Dark Phoenix obtiene sus poderes de la apariencia feroz de Phoenix). De igual forma, Betsy y Psylocke son esencialmente el mismo personaje, ya que «Betsy» se basa en la encarnación telepática de Betsy Braddock y emplea una «espada psiónica» que emerge de su puño, mientras que «Psylocke» se basa en la versión más reciente, con poderes telequinéticos, y manifiesta una katana psiónica completamente formada en combate. Los nuevos personajes se indican a continuación en negrita:
- Bastion
- Beast
- Betsy
- Bishop
- Blob
- Cyclops
- Dark Phoenix
- Forge
- Gambit
- Havok
- Juggernaut
- Lady Deathstrike
- Magneto
- Mystique
- Nightcrawler
- Phoenix
- Psylocke
- Pyro[3]
- Rogue
- Sabretooth
- Sentinel A
- Sentinel B
- Storm
- Toad
- Wolverine

## Recepción
Al igual que X-Men: Mutant Academy y a diferencia de X-Men: Mutant Academy 2, X-Men: Next Dimension recibió críticas mixtas o promedio. GameRankings y Metacritic le dieron una puntuación de 61.79% y 61 de 100 para la versión de PlayStation 2; 59.30% y 56 de 100 para la versión de Xbox; y 62.62% y 63 de 100 para la versión de GameCube. Algunos críticos y fanáticos dijeron que Next Dimension es el mejor juego de la franquicia Mutant Academy. Otros criticaron las versiones de GameCube y Xbox por su inspiración de Dead or Alive 3. A pesar de las críticas, muchos elogiaron todas las versiones por su jugabilidad mejorada, nuevos personajes y excelentes entornos 3D.